# Svarttaxi
En svarttaxi är en vardaglig benämning på en av myndigheterna icke-godkänd transportverksamhet mot betalning. Resan görs ofta med privat personbil, och löper parallellt med den legala taxiverksamheten i ett land. Denna obeskattade verksamhet är brottslig i de flesta länder. Enligt nuvarande lagstiftning i Sverige och rättspraxis krävs tre bevisade körningar för att brott ska kunna styrkas.
Polisen uppmanar allmänheten att även för egen skull avstå från att åka svarttaxi eftersom många svarttaxiresenärer utsätts för våldsbrott och rån. Svarttaxi står ibland under beskydd av organiserad brottslighet.

## Svarttaxi i populärkulturen

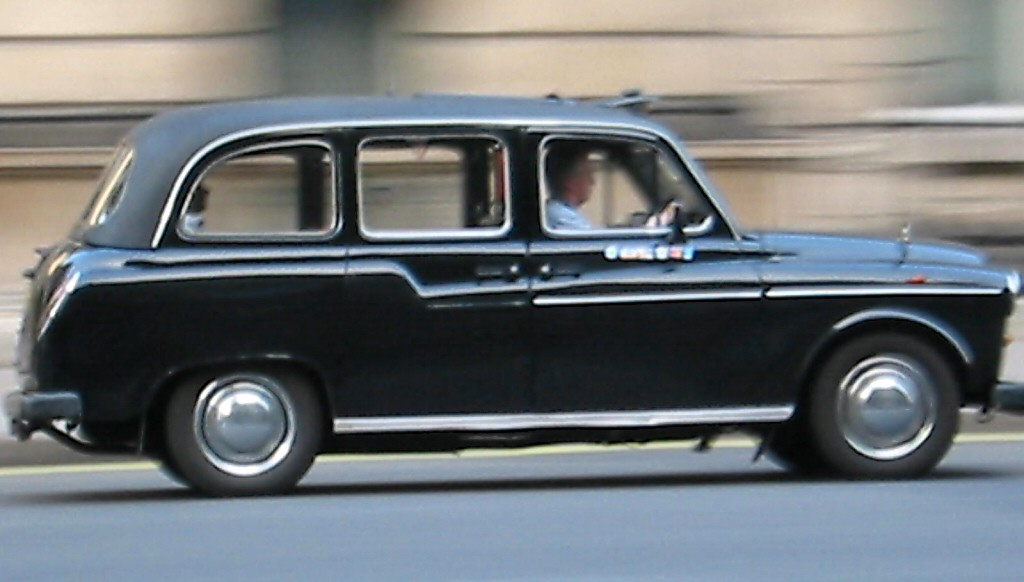
Londontaxin är svart och kallas Black Cab, men ingen svarttaxi.

Den svenske popartisten Jens Lekmans låt "Black Cab" handlar delvis om svarttaxi. Begreppet Black Cab på engelska syftar dock inte på olaglig taxiverksamhet, utan endast betecknar en taximodell som är vanlig i Storbritannien, den så kallade Londontaxin, som i sin ursprungliga färgsättning var i svart utförande.

## Svarttaxi på andra språk
På japanska kallas svarttaxi för 白タク, shirotaku, vittaxi. Detta uttryck kommer ifrån registreringsskylten, vars bakgrund är vit på privatbilar och svart på taxibilar. 
Uttrycket "gypsy cab" används i New York om svarttaxi men det kan även avse licensierade taxibilar som endast får ta kunder som beställt via en beställningscentral. Om en "gypsy cab" tar kunder direkt på gatan är verksamheten olaglig.

### Fotnoter
1. ↑  ”I London skiljer man på en svart taxi och en svarttaxi”. Sydsvenskan. 21 april 2005. Arkiverad från originalet den 10 december 2015. https://web.archive.org/web/20151210220110/http://www.sydsvenskan.se/varlden/i-london-skiljer-man-pa-en-svart-taxi-och-en-svarttaxi/. Läst 29 november 2015.